# Алексис дьо Токвил
Алексис Шарл Анри Морис Клере дьо Токвил (на френски: Alexis Charles-Henri-Maurice Clérel de Tocqueville; 29 юли 1805, Париж – 16 април 1859, Кан) е френски политически мислител и историк, известен със своите творби „Демокрацията в Америка“ (появила се в два тома 1835 и 1840) и „Старият режим и Революцията“ (1856). И в двете творби той изучава държавата в западните общества и последиците върху отделния човек от настъпващото изравняване на гражданските права. „Демокрацията в Америка“ (1835), неговият най-голям труд, издадена след пътуванията му в Америка, днес е смятана за едно от ранните произведения от сферата на социологията и политическите науки.
Изтъкнат представител на класическата либерална политическа традиция, Токвил е деен участник във френската политика, в началото при Юлската монархия (1830 – 1848) и по-късно по времето на Втората република (1848-1852) (Франция), последвала Революцията от февруари 1848. След преврата от 2 декември 1851 г. на Луи Наполеон Бонапарт той се оттегля от политическия живот и започва работа по книгата си „Старият режим и Революцията“.

## Биография
Алексис дьо Токвил произлиза от стар нормански аристократичен род с предци, които са участвали в битката при Хейстингс през 1066 г. Родителите му, Ерве Луи Франсоа Жан Бонавантюр Клерел, граф дьо Токвил, служител на Конституционния гвардия на крал Луи XVI, и Луиз Мадлен Льо Пелетие дьо Росанбо, едва избягват гилотината поради падането на Робеспиер през 1794 г. След изгнание в Англия, те се връщат във Франция по времето на Наполеон. При Реставрацията на Бурбоните баща му става благороден префект.
Токвил, който презира Юлската монархия (1830 – 1848), започва политическата си кариера през 1830 г. От 1830 – 1851 г. работи като заместник в Манш отдел (Valognes). В парламента той защитава премахването на смъртното наказание и се въздържа по отношение на свободната търговия, като същевременно подкрепя колонизацията на Алжир, извършвана от режима на Луи-Филип. Токвил е избран за общ съветник на Ламанш през 1842 г. и става президент на отдела „conseil général“ в годините от 1849 до 1851.

## „Демокрацията в Америка“
В „Демокрацията в Америка“, публикувана през 1835 г., Токвил пише за Новия свят и буржоазно-демократичния ред. Наблюдаващ от позицията на независим социолог, Токвил пише за своите пътувания из Америка в началото на XIX век, когато пазарната революция, развитието на Запада и демокрацията на Джаксън радикално променят същността на американския живот. Той вижда демокрацията като равновесие, което балансира свободата и равенството, грижейки се както за индивида, така и за обществото.
Токвил пише за американците:
| „ | Американците са толкова влюбени в равенството, че биха били по-скоро равни в робството, отколкото неравни в свободата. | “ |

Като критика на индивидуализма Токвил казва, че чрез сдружаване, събиране на хора с обща цел, публична или частна, американците са способни да превъзмогнат егоистичните си желания, което формира и активно политическо общество и чувствително гражданско общество, функциониращо независимо от държавата. Основната цел на Токвил е анализ на начина, по който действат политическото общество и различните форми на политически обединения, въпреки че той коментира и гражданското общество (и връзката между политическо и гражданско общество). За Токвил, както и за Хегел и Маркс, гражданското общество е сфера от частното предприемачество и гражданските дела, регулирани от гражданския кодекс.
Проницателният анализ на Токвил разглежда уникалните характеристики на американския политически живот. Описвайки Америка, той се съгласява с мислители като Аристотел и Монтескьо, че балансът на богатството определя баланса на политическата власт, но по-нататъшните му заключения се различават радикално от тези на неговите предшественици. Токвил се опитва да разбере защо Америка е толкова различна от Европа, намираща се в периода на последни издихания на аристократичното управление. Америка, в контраст с аристократичната етика, е общество, където усърдната работа и печеленето на пари са доминираща етика, където обикновеният човек има безпрецедентно ниво на достойнство, където обикновените граждани не са задължени на елита, и явления като безграничния индивидуализъм и пазарния капитализъм са пуснали корени до невероятна степен.
Токвил изразява интерес към американската политика за доходите и нейната справедливост, посредством пропорцията 90/10. Неговият хипотетичен анализ би могъл по-късно да бъде приложен при кривата на Кузнец. Информацията на Токвил е показателна за ранните етапи на данъчно равенство в развиваща се страна, което не е учудващо, имайки предвид, че в началото на 19 век Америка силно разчитала на селското стопанство. Токвил пише:
| „ | „Сред хората живеещи в демокрация, където няма наследствено богатство, всеки човек работи, за да живее... Трудът е издигнат в чест, предразсъдъците не са срещу него, а в негова полза.“ | “ |

Уникалните американски морал и мислене, обяснява Токвил, се коренят в произхода на американското общество и са производна от характерните социални условия, благоприятствали идването на колонисти през предходните векове. Действително, в основата на по-голямата част от колонизацията било търсенето на религиозна свобода, правото да почиташ всевишния по свой собствен начин. За разлика от Европа, в Америка авантюристите намират огромни пространства ненаселени земи.

## Министър на външните работи (1849)
Привърженик на Кавянак и на партията на реда, Токвил обаче приема поканата да участва в правителството Одилон Баро като министър на външните работи от 3 юни до 31 октомври 1849 г. Там, по време на трудните дни на месец юни 1849 г. той моли Дюфор Жюлю-Арман – министър на вътрешните работи за възстановяването на състоянието на обсада в столицата и одобрение за арестуване на демонстранти. Токвил, който от февруари 1848 г. подкрепя закони, ограничаващи политически свободи, одобрява двата закона, гласувани веднага след юни 1849 г., които ограничават свободата на събранията и свободата на печата. Тази активна подкрепа на закони, ограничаващи политическите свободи, рязко контрастира със защитата му на свободата и демокрацията в Америка. Токвил подкрепя реда като „задължително условие за провеждане на сериозна политика“.
Токвил подкрепя фамилия Кавеняк срещу Луи Наполеон Бонапарт за президентските избори от 1848 г. По време на преврата на Луи Наполеон на 2 декември 1851 г., последвал избирането му, Токвил бил сред депутатите, събрали се в 10-и район на Париж в опит да се противопоставят на преврата, които искат да осъдят Наполеон III за „държавна измяна“, тъй като е нарушил конституционното ограничаване на мандата. Задържан във Венсеин и след това освободен, Токвил, който подкрепя възстановяването на Бурбоните срещу Втората империя на Наполеон III от (1851 – 1871), напуска политическия живот и се оттегля в замъка си Шато дьо Токвил. Коментирайки тази стъпка на Токвил, биографът Хосе Епстейн заключава: „Токвил никога не може да се насили да служи на човек, който се смята за узурпатор и деспот. Той се бори за доброто както можеше за политическа свобода, в която той така ревностно вярва – през всички тринадесет години от живота си, той би прекарал оставащите дни, борейки се за същата борба, но правейки го от библиотеки, архиви, както и от собствената си стая.“ Там той започва да пише книгата „Старият режим и революцията“ и публикува първия том през 1856 г., но вторият остава недовършен.

## Речта от 1841 г. за завладяването на Алжир
Френският историк на колониализма Оливие Гранмезон подчертава как Токвил, както и Жул Мишле, използва термина „изтребление“, за да опише това, което се случва по време на колонизацията на САЩ на индианците. През 1841 г. Токвил пише по повод завладяването на Алжир:
| „ | „Що се отнася до мен, аз се върнах от Африка с жалката истина, че в момента нашият начин на водене на война е далеч по-варварски, отколкото този на самите араби. Тези дни те представляват цивилизация, ние не. Този начин на водене на война ми се струва толкова глупав, колкото и жесток. Тя може да се намери само в главата на груб и брутален войник. Наистина, беше безсмислено да се заменят турците само да възпроизвежда това, което светът правилно е констатирал, така омразна в тях. Това, дори и в името на интереса е по-вредно, отколкото полезно, защото, както един офицер ми каза, ако единствената ни цел е да сме равни с турците, в действителност, ще бъдем в много по-ниска позиция от тях: варварите за варвари, турците винаги ще ни надминат, защото те са мюсюлманските варвари. Според мен това са нещастни обстоятелства, че всички хора, които искат да водят война срещу арабите трябва да приемат. Мисля, че трябва да се използват всички налични средства да разруши племената, блокиране на тези, които на човешкия род и правото на народите осъждат. Аз лично вярвам, че законите на войната ни дадоха възможност да опустошим страната и че трябва да направи това чрез унищожаване на култури при прибиране на реколтата време или по всяко време чрез бързи набези известни също като акции. Какъвто и да е случаят, може да кажем най-общо, че всички политически свободи трябва да бъдат спрени в Алжир.“ | “ |

Токвил е убеден, че завладяването на Алжир е важно по две причини: първо, разбирането му за международното положение и позицията на Франция в света, и второ – промените във френското общество. Токвил смята, че войната и колонизацията „ще възстановят националната гордост“. Той вярва в постепенното облагородяване на обществените нрави в средната класа. Вкусът на представителите ѝ към „материални удоволствия“ се разпространявал към цялото общество, дава „пример за слабост и егоизъм“. Ръкопляскайки на методите на генерал Томъс Робърт Бегау, Токвил стига дотам да каже, че „войната в Африка“ се е превърнала в наука: „войната в Африка е наука, всеки е запознат с нейните правила и всеки може да прилага тези правила, с почти пълна сигурност за успех. Една от най-големите услуги, която фелдмаршалът Бегау е направил, е, да се разпространи, усъвършенства и направи ясна за всички тази нова наука.“
Токвил подкрепя расовата сегрегация в Алжир с две различни законодателства: по едно за всяка от отделните общности. Такава правна уредба в крайна сметка била приета в Адолф Креми, който дава френско гражданство само за европейски заселници и алжирски евреи, а алжирците мюсюлмани били ограничени до гражданство втора класа.

## Противопоставянето на Токвил на инвазията в Кабилие
Обратно на Оливие Гранмезон Жан-Луи Беноа твърди, че като се има предвид степента на расови предразсъдъци по време на колонизацията на Алжир, Токвил е един от „най-умерените поддръжници“. Беноит твърдял, че е погрешно да се предположи, че Токвил е привърженик на Бегау, въпреки неговата извинителна реч от 1841 г. Изглежда, че Токвил променя гледната си точка, по-специално след второто му пътуване до Алжир през 1846 г. След него, в реч на Асамблеята през 1847 г., той критикува желанието на Бегау да нахлуе в Кабилие. Токвил, който е застъпник на расовата сегрегация между европейци и араби, съдени по друг начин на берберите. През 22 август 1837 г. предложение, Токвил отличил берберите от арабите. Той смятал, че били последните, които трябвало да имат самоуправление (малко по модела на британското, непряко управление, като по този начин се върви срещу френския асимилационен позиция).
Вижданията на Токвил по въпроса били сложни и еволюирали с течение на времето. Въпреки че в своя доклад от 1841 г. за Алжир, Токвил признава, че Бегау е успял в прилагането на техниката на война, която му дала възможност да се защити от резистентността на Абд–ел-Кадер и го аплодирали, а от друга той се противопоставял на завладяването на Кабилие в първото си писмо за Алжир (1837). В този документ той пледира Франция и френските военни сили да напуснат Кабилие освен това да се запази спокойна зона, така че да се опита да се развиват търговски връзки.
През всичките му последващи изказвания и писания той продължава да е срещу всеки опит за проникване в Кабилие. По време на дебата през 1846 г. относно извънредните средства, Токвил осъжда поведението на Бегау за военни операции и успява да убеди Парламента да не гласува средствата в подкрепа на военни колони.

## Доклад за Алжир (1847)
В своя доклад през 1847 г. за Алжир Токвил заявява, че Европа трябва да избегне грешката, направена с европейската колонизация на Северна и Южна Америка, за да се избегнат кървавите последици. По-специално той напомня на своите сънародници, че ако използват същите методи към алжирците, колонизация ще завърши с кървава баня. Токвил включил в доклада си за Алжир, че съдбата на своите войници и финанси зависи от начина, по който френското правителство третира различните местни популации на Алжир, включително различните арабски племена, независими Кабиле живеещи в Атласките планини, както и мощен политически лидер Абд – ел Кадер.
В различните си писма и есета за Алжир Токвил дискутира противоположни стратегии, чрез които една европейска страна може да се обърне в империализъм. По-специално, авторът правил разлика между това, което „господство“, той определя и конкретната версия на „колонизация“. Последният подчертава получаването и защита на земята и проходи, които обещават търговско богатство. В случая с Алжир, пристанището на Алжир и контрола над протока Гибралтар, били разгледани от Токвил, като много ценни. Прекия контрол на политическите дейности на Алжир, обаче, не бил осъществен. По този начин авторът подчертал господство само на определени точки на политическо влияние като средство за колонизация на търговски ценни райони. Токвил твърдял, че господство чрез насилствени средства, макар и неприятни, било необходимо за колонизацията и оправдано от законите на войната. Тези закони не са били разгледани в подробности, но имайки предвид, че целта на френската мисия в Алжир била да получи търговски и военни интереси за разлика от самоотбрана, можело да се заключи, че Токвил нямало да се съгласи със „Справедливата война“. Освен това, предвид факта, че Токвил одобрил от използването на сила, за да премахне цивилни жилища в територията на врага, неговият подход не съответствал на „Справедливата война“.

## Смърт (1859)
Страдал дълги години от пристъпи на туберкулоза, Токвил в крайна сметка умира от болестта на 16 април 1859 г. Погребан е в гробището Токвил в Нормандия.

## Произведения

### Публикации приживе
- Du système pénitentiaire aux États-Unis et de son application en France, 1833.
- Mémoire sur le paupérisme, 1835.
- De la démocratie en Amérique, première partie, 1835.
- De la démocratie en Amérique, seconde partie, 1840.
- L'Ancien Régime et la Révolution, Michel Lévy frères, 1856.

### Посмъртни публикации
- Quinze jours au désert, 1861
- Regards sur le Bas-Canada
- Considérations sur la Révolution
- Voyages
- Écrits et discours politiques
- Écrits académiques
- Souvenirs
- Correspondance